# Xilico
Xilico är en ort i Mexiko.   Den ligger i kommunen Xochiatipan och delstaten Hidalgo, i den sydöstra delen av landet, 180 km nordost om huvudstaden Mexico City. Xilico ligger 489 meter över havet och antalet invånare är 448.
Terrängen runt Xilico är kuperad. Runt Xilico är det ganska tätbefolkat, med 80 invånare per kvadratkilometer. Närmaste större samhälle är Xochiatipan de Castillo, 5,5 km nordväst om Xilico. I omgivningarna runt Xilico växer huvudsakligen savannskog.